# ペンサコーラ (重巡洋艦)
ペンサコーラ (USS Pensacola, CL/CA-24) は、アメリカ海軍の重巡洋艦。日本語ではペンサコラと表記する場合もある。ペンサコーラ級重巡洋艦のネームシップ。艦名はフロリダ州ペンサコーラに因んで命名された。その名を持つ艦としては3隻目。東京ローズから「グレイゴースト（灰色の幽霊）」と呼ばれた。

## 概要
アメリカ海軍が1930年2月に就役させた重巡洋艦。
太平洋戦争緒戦ではペンサコーラ輸送船団を護衛し、東南アジアにむかった。アメリカ本土帰投後は機動部隊の護衛艦となり、1942年2月以降のニューギニア沖海戦、ミッドウェー海戦、ガダルカナル島攻防戦、南太平洋海戦に参加した。11月30日、ルンガ沖夜戦で日本軍の第二水雷戦隊と交戦し、大破する。大修理のあと1943年11月から戦線に復帰し、終戦まで空母機動部隊と行動を共にした。1946年7月のクロスロード作戦に耐えきったあと、1948年11月に海没処分された。

## 艦歴
「ペンサコーラ」は1926年10月27日にニューヨーク海軍工廠で起工し、1929年4月25日にジョセフ・L・セリグマン夫人によって命名・進水し、1930年2月6日に艦長アルフレッド・G・ハウ大佐の指揮下就役した。竣工は姉妹艦「ソルトレイクシティ (USS Salt Lake City, CA-25) 」の方が早かった。

### 大戦前
1930年3月24日にニューヨークを出航した「ペンサコーラ」は、パナマ運河を通過してペルーのカヤオおよびチリのバルパライソを訪問し、6月5日にニューヨークに帰投した。続く4年にわたって東海岸およびカリブ海で活動し、しばしばパナマ運河を通過しカリフォルニアからハワイで実施された共同の艦隊演習に参加した。
1935年1月15日、「ペンサコーラ」はノーフォークを出航し、1月30日に新たな母港のサンディエゴに到着、太平洋艦隊に合流する。ハワイ沖での艦隊演習に参加し、アラスカ海域まで巡航、しばしば行われた統合艦隊演習ではカリブ海を訪れ、1939年10月5日に真珠湾に向けて出航、10月12日に到着した。1940年、RCA社製CXAMレーダーを装備する最初の艦艇の1隻となった。演習ではミッドウェー島やフレンチフリゲート瀬を訪れ、グアムまでの巡航も行った。

### 第二次世界大戦

#### 1941年 - 1942年
1941年11月29日、「ペンサコーラ」はペンサコーラ輸送船団(Pensacola Convoy) を率いて真珠湾を出港し、マニラに向かった。これにより、12月7日の真珠湾攻撃から逃れることが出来た。真珠湾攻撃後、ペンサコーラ輸送船団はアメリカ統治領フィリピンからオーストラリアへ行き先が変わり、英連邦海軍の巡洋艦（キャンベラ、パース、アキリーズ）と合流、12月22日にブリスベンに入港した。
「ペンサコーラ」は1942年1月19日に帰投し、以後2月5日まではサモア諸島方面の哨戒に従事し、2月17日に空母「レキシントン (USS Lexington, CV-2) 」を基幹とする第11任務部隊（ウィルソン・ブラウン中将）とサモア沖で合流した。第11任務部隊（旗艦レキシントン、重巡〈インディアナポリス、サンフランシスコ、ミネアポリス、ペンサコーラ〉、駆逐艦部隊）は、日本軍が1月23日に占領したばかりのニューブリテン島ラバウルを空襲すべく急行した。
2月20日、第11任務部隊はブーゲンビル島近海で日本海軍（横浜海軍航空隊）の九七式飛行艇に発見される。やがてラバウルを発進したラバウル航空隊（第四航空隊）一式陸上攻撃機17機が飛来してきたが、「ペンサコーラ」を含む艦艇の対空砲火と上空警戒中のF4F戦闘機（レキシントン艦載機）の迎撃により、特に被害なく撃退する。一式陸攻17機のうち13機を撃墜、2機を不時着に追い込んだ。これを、日本側呼称でニューギニア沖海戦と呼ぶ。しかし、第11任務部隊は高速航行を続けた結果、燃料事情が心細くなり、ラバウル空襲は断念せざるを得なかった。
「ペンサコーラ」は、第11任務部隊が3月6日に空母「ヨークタウン (USS Yorktown, CV-5) 」を基幹とする第17任務部隊（フランク・フレッチャー少将）と合流するまで、珊瑚海での哨戒を続けた。3月10日、第11任務部隊と第17任務部隊は合同で艦載機を飛ばし、オーエンスタンレー山脈を越えてパプア湾を経て、パプアニューギニアのラエとサラモアに奇襲を仕掛けた。ポートモレスビー作戦のためラエとサラモアを攻略中の日本軍部隊は驚き、奇襲は第六水雷戦隊（旗艦「夕張」）と上陸船団に手痛い損害を与え成功を収めた（ラエ・サラモアへの空襲）。3月16日、「レキシントン」以下の第11任務部隊は真珠湾に帰投するため第17任務部隊と分離した。「ペンサコーラ」は4月8日にヌメアに到着し、サモアを経て4月21日に真珠湾に帰投した。「ペンサコーラ」は空母「エンタープライズ (USS Enterprise, CV-6) 」とともにエファテ島まで第212海兵飛行隊 を輸送するため出港し、5月26日に真珠湾に帰投した。
5月28日、ペンサコーラはヨークタウン級航空母艦2隻を中核とする第16任務部隊（レイモンド・スプルーアンス少将）として真珠湾を出撃する。第16任務部隊の戦力は空母2隻（エンタープライズ、ホーネット）、重巡5隻（ノーザンプトン、ペンサコーラ、ミネアポリス、ニューオーリンズ、ヴィンセンス）、軽巡「アトランタ (USS Atlanta, CL-51) 」、駆逐艦9隻、補給部隊であった。6月2日、第16任務部隊はミッドウェー島北東海上で第17任務部隊（ヨークタウン基幹）と合流した。先任のフレッチャー少将が2つの任務部隊を指揮する。6月4日、MI作戦によりミッドウェー島にむけ進撃中の日本艦隊（連合艦隊司令長官・山本五十六大将）と激突。ミッドウェー海戦が生起した。
第一航空艦隊司令長官・南雲忠一中将率いる南雲機動部隊の主力空母3隻（赤城、加賀、蒼龍）がクラレンス・マクラスキーのSBD ドーントレスの奇襲により炎上後、第二航空戦隊司令官・山口多聞少将は残存する空母「飛龍」をもって反撃に出た。飛龍第一次攻撃隊は第17任務部隊を襲い、「ヨークタウン」に3発の爆弾を命中させた。第16任務部隊の重巡2隻（ペンサコーラ、ヴィンセンス）と駆逐艦2隻（ベンハム、バルチ）は「ヨークタウン」救援のため、第16任務部隊を一時離脱して第17任務部隊に合流した。第17任務部隊（空母ヨークタウン、重巡アストリア、重巡ポートランド、護衛駆逐艦）では、フレッチャー提督が旗艦を「ヨークタウン」から重巡「アストリア」に変更していた。そこに友永丈市大尉が率いる飛龍第二次攻撃隊（零戦6、艦攻10）がやってきた。「ペンサコーラ」を含む護衛艦艇と直衛戦闘機は九七式艦上攻撃機4機を撃墜したものの、これらの働きも及ばず「ヨークタウン」は魚雷2本の命中を受けて放棄せざるを得なかった。「ペンサコーラ」は第16任務部隊に戻り、「飛龍」も喪失して退却する日本艦隊を追った。6月13日、「ペンサコーラ」は真珠湾に帰投した。
帰投後間を置かず、6月22日には「エンタープライズ」とともにミッドウェー島へ第22海兵飛行群と1,157名の海兵隊員を輸送し、真珠湾に戻った後はハワイ海域で哨戒と訓練を行った。8月7日、アメリカ軍はガダルカナル島とフロリダ諸島に上陸し、ガダルカナル島攻防戦（ソロモン諸島の戦い）が始まった。巡洋艦隊は空母「サラトガ (USS Saratoga, CV-3) 」「ホーネット (USS Hornet, CV-8) 」「ワスプ (USS Wasp, CV-7) 」の護衛部隊として、ソロモン海域に急行する。しかし、「エンタープライズ」は8月24日の第二次ソロモン海戦で損傷、サラトガは8月31日に潜水艦「伊26」の雷撃で損傷、それぞれ戦線を離脱した。「ワスプ」も9月15日に潜水艦「伊19」の雷撃で沈没した。「ペンサコーラ」は9月26日にヌメアに到着し、「ホーネット」とともに第17任務部隊（ジョージ・D・マレー少将：空母「ホーネット」、重巡「ペンサコーラ」、重巡「ノーザンプトン」、軽巡「サンディエゴ」「ジュノー」、駆逐艦6隻）を構成し、日本軍を求めてガダルカナル島とサンタイサベル島間の海域に向かった。10月24日にトーマス・C・キンケイド少将が指揮する第16任務部隊（空母「エンタープライズ」、戦艦「サウスダコタ」、重巡「ポートランド」、軽巡「サンフアン」、駆逐艦8隻）と合流。第61任務部隊は徐々にガダルカナル島とツラギ島の地域に近づいていった。
10月26日、味方偵察機が日本艦隊を発見し、やがて互いの攻撃隊が飛び交って南太平洋海戦が始まった。第61任務部隊の攻撃隊は南雲機動部隊本隊の空母「翔鶴」と「瑞鳳」、機動部隊前衛の重巡洋艦「筑摩」に損害を与えた。一方で南雲機動部隊攻撃隊も第61任務部隊に襲いかかった。魚雷と爆弾の命中を受けて「ホーネット」は航行不能になった。マレー少将は旗艦を「ペンサコーラ」に変更し、「ノーザンプトン」に「ホーネット」の曳航を命じた。しかし、最終的には「ホーネット」は放棄された。「ペンサコーラ」は「ホーネット」の乗組員188名を救助し、10月30日にヌメアに到着した。
11月2日、「ペンサコーラ」はガダルカナル島向けの海兵隊の増援部隊と物資を乗せた輸送船団を護衛すべくアオラ湾を出撃した。11月12日からの第三次ソロモン海戦では「エンタープライズ」を護衛し（戦艦2隻〈ワシントン、サウスダコタ〉、重巡〈ペンサコーラ、ノーザンプトン〉、軽巡「サンディエゴ」、駆逐艦部隊）、「エンタープライズ」の艦載機とヘンダーソン飛行場の航空機は、舵故障でのた打ち回る戦艦「比叡」を撃沈し、重巡洋艦「衣笠」や増援の日本軍部隊を乗せた11隻の輸送船などを撃沈および撃破して打撃を与えた。

#### ルンガ沖夜戦（タサファロング沖海戦）

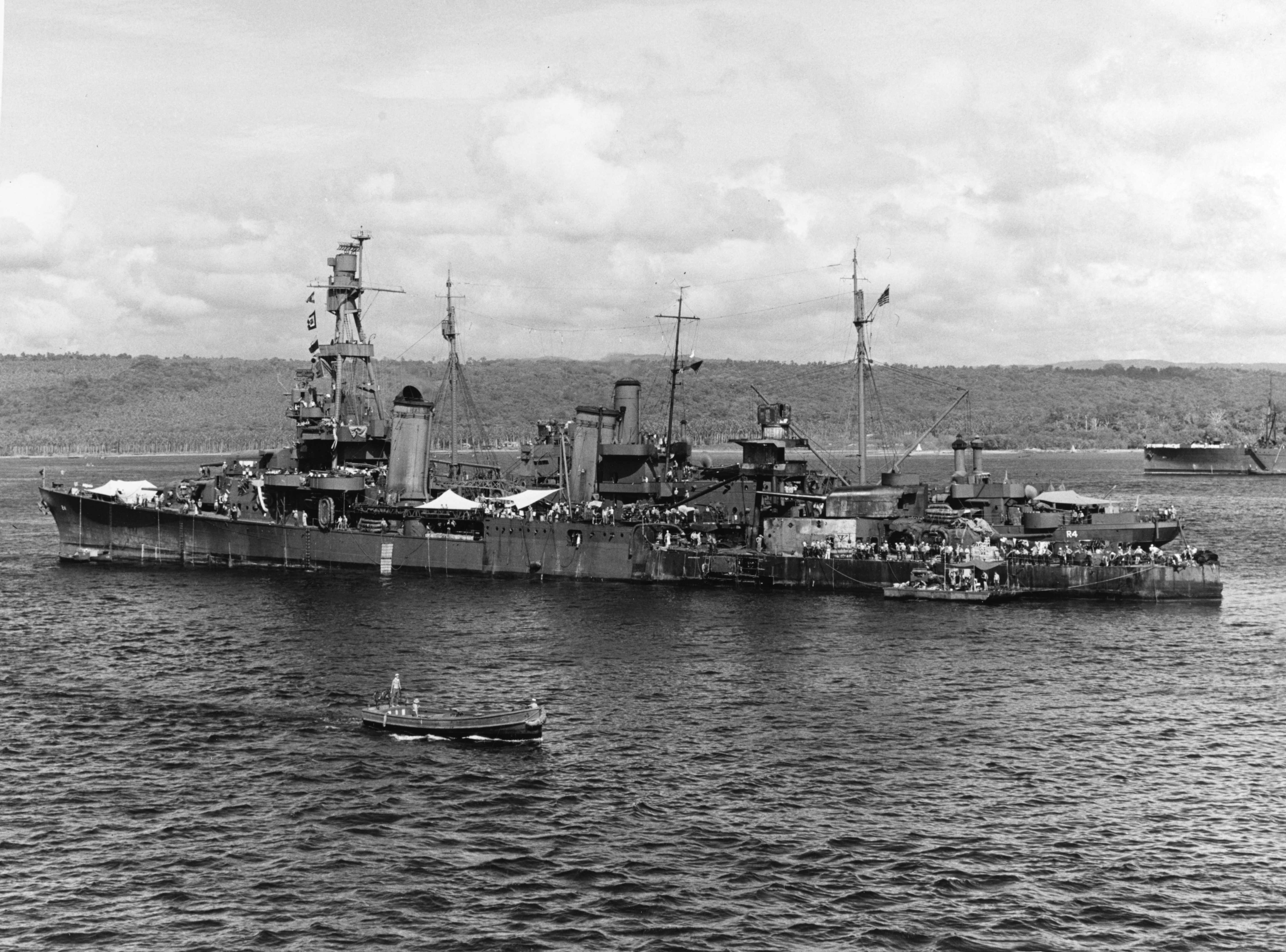
ルンガ沖夜戦で損傷した「ペンサコーラ」

「ペンサコーラ」はエスピリトゥサント島に帰投した後、カールトン・H・ライト少将の第67任務部隊に加わった。11月29日、第67任務部隊は出撃し、「東京急行」を封じるべくガダルカナル島沖に急行した。11月30日が終わろうとするその少し前、ドラム缶輸送のため第二水雷戦隊司令官・田中頼三少将（旗艦「長波」）が率いる外南洋部隊増援部隊がサボ島の西南方からアイアンボトム・サウンドに進入した。第67任務部隊はレンゴ水道からヘンダーソン飛行場寄りのコースで進入した。
ルンガ沖夜戦は、互いの部隊が相手を探知したことから始まった。第二水雷戦隊が「ペンサコーラ」などの巡洋艦隊を射程圏内に入れつつあったその時、連合軍駆逐艦部隊（ドレイトン、パーキンス、モーリー、フレッチャー）は先制攻撃で魚雷を発射したが、命中しなかった。以後、飛び交う曳光弾や砲の閃光などが闇夜を明るく照らし出し、第67任務部隊の攻撃は、警戒隊の駆逐艦「高波」を爆発炎上させた。瀕死の「高波」に気を取られている最中、巡洋艦隊（ミネアポリス、ニューオーリンズ、ペンサコーラ、ホノルル、ノーザンプトン）と後衛駆逐艦（ラムソン、ラードナー）に日本の魚雷が襲い掛かった。まず重巡「ミネアポリス (USS Minneapolis, CA-36) 」に魚雷が2本命中し艦首を吹き飛ばした。「ミネアポリス」の後方を進んでいた重巡「ニューオーリンズ (USS New Orleans, CA-32) 」も魚雷の射線に飛び込み、艦首に魚雷が命中して「ミネアポリス」同様に鼻先を失った。
「ペンサコーラ」は損傷した「ミネアポリス」「ニューオーリンズ」を避けるべく左に舵を切った。しかし、両艦からの火災によって「ペンサコーラ」の艦影が浮かび上がり、第二水雷戦隊の格好の目標となった。発射された18本の魚雷のうち、1本が後部マスト直下の左舷側に命中し、機械室が浸水。砲塔のうち3基が使用不能となった。さらに、破れた燃料タンクから流出した油が後部マストを中心に艦後部を炎上させ、第三砲塔等の弾薬庫も過熱により砲弾が炸裂する有様だった。その間、後続の軽巡洋艦「ホノルル (USS Honolulu, CL-48) 」は30ノットの速力で相手から離れ無事だったが、巡洋艦隊の殿艦「ノーザンプトン (USS Northampton, CA-26) 」は魚雷が2本命中し、「ペンサコーラ」が被った以上の大被害を受けて沈没した。
「ペンサコーラ」は乗組員の懸命な努力と巧みなダメージコントロールで艦を保ち、第三砲塔が炎上しながらもツラギに帰投。最終的に消火されたのは、魚雷命中から実に12時間後のことであった。「ペンサコーラ」では海戦で7名の幹部と118名の乗組員が戦死し、1名の幹部と67名の乗組員が負傷した。ツラギの一角で日本軍の目を避けるためにカモフラージュされつつ応急修理を行い、当面の航行可能な状態に回復してからエスピリトゥサント島に向かい、12月6日に到着後は工作艦「ヴェスタル (USS Vestal, AR-4) 」の手により応急修理が続けられた。1943年1月7日、「ペンサコーラ」は出港してサモア経由で真珠湾に向かい、1月27日に到着した。真珠湾で本格的な修理が行われ、レーダーの更新と40ミリ機関砲の設置が行われた。

#### 1943年 - 1945年

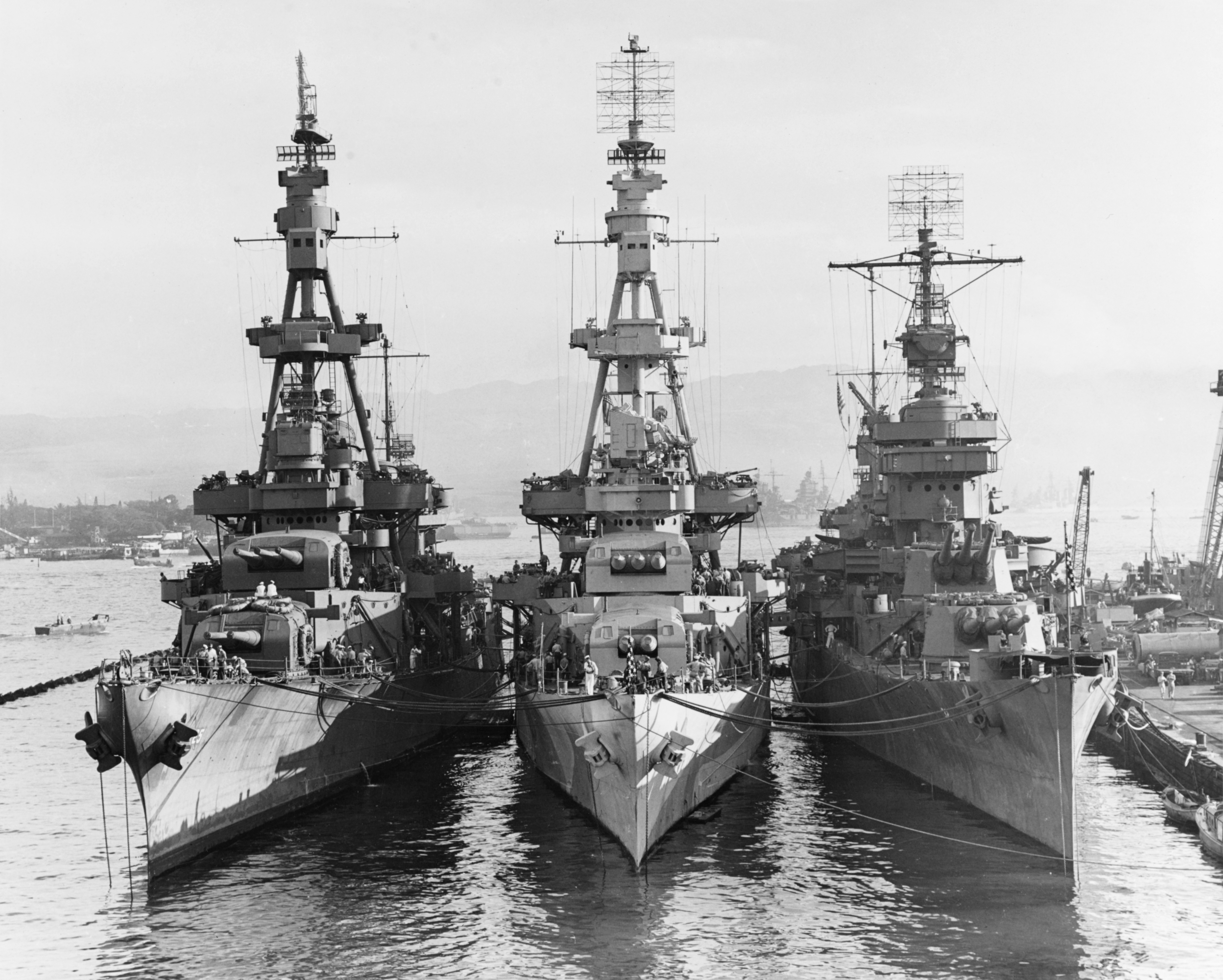
真珠湾での「ペンサコーラ」。左は「ソルトレイクシティ」、右は「ニューオーリンズ」。1943年

1943年11月8日、修理を終えた「ペンサコーラ」はガルヴァニック作戦に参加し、機動部隊の護衛のため真珠湾を出撃した。11月19日、ベティオ島に対して艦砲射撃を行い、600発の主砲弾を発射して水際防御の陣地と構造物を破壊した。タラワの戦いが始まると、艦載機と協力して上陸部隊の支援を行った。その前後に発生した第一次ギルバート諸島沖航空戦では一式陸攻を追い払ったものの軽空母「インディペンデンス (USS Independence, CVL-22) 」に魚雷が1本命中して損傷。「ペンサコーラ」は、損傷した「インディペンデンス」をフナフティ島に送り届けた。その後の2ヵ月間、ペンサコーラは機動部隊の護衛に徹した。

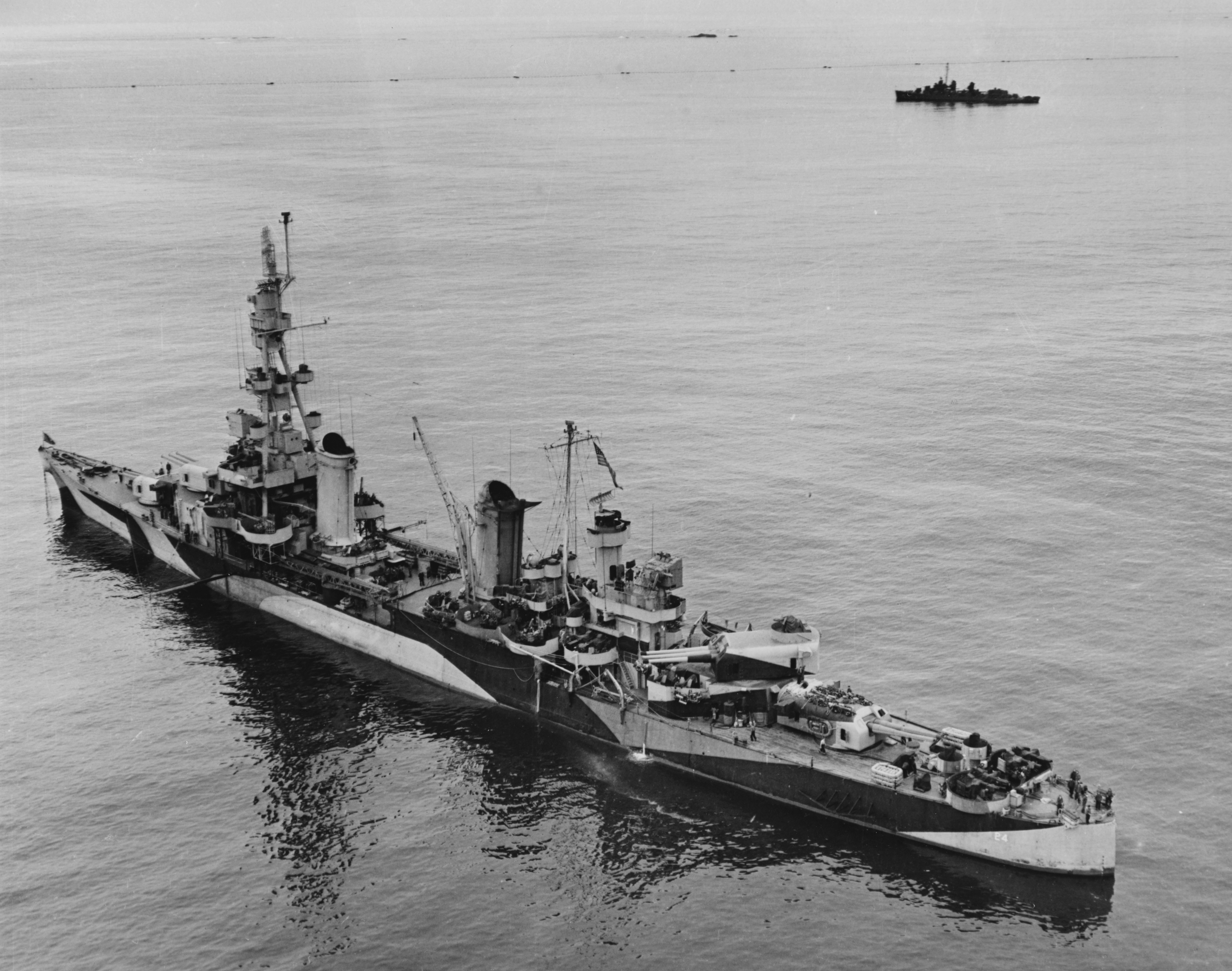
1944年に撮られた「ペンサコーラ」

1944年1月29日からは、「ペンサコーラ」はマーシャル諸島に対する戦いに参加した。29日夜に東部マーシャルのタラオ島を艦砲射撃したのに続き、ウォッジェ環礁にある飛行場、水上機基地、火薬庫および陸上構造物を艦砲で破壊した。1月31日にもクェゼリン環礁とマジュロ環礁に対して圧力をかけ、2月5日からのクェゼリンの戦いによってロイ＝ナムル島が第4海兵師団によって占領された後も、2月18日までタラオ、マロエラップ環礁の海岸陣地と飛行場に対する砲撃を続けた。マーシャル諸島制圧後はクェゼリンとマジュロを中心に哨戒を行い、3月30日から行われた高速機動部隊によるパラオ、ヤップ島、ウルシー環礁およびウォレアイ環礁に対する攻撃では、再び機動部隊の護衛に徹した。
「ペンサコーラ」は4月25日にマジュロを出港して真珠湾とメア・アイランドを経由し、北太平洋に向かった。5月27日、クラック湾に到着した後、巡洋艦と駆逐艦による任務部隊に加わり、6月13日に松輪島の飛行場に対して艦砲射撃を行ったのを皮切りに、6月26日朝には幌筵島の港湾施設や飛行場に対して300発もの8インチ砲弾を浴びせた。6月28日にクラック湾に帰投後、8月8日までアリューシャン方面で哨戒を行った後真珠湾に戻った。
8月13日、「ペンサコーラ」は真珠湾に到着。29日に他の重巡洋艦と第12.5任務群（アレン・E・スミス少将）を構成してマリアナ諸島へ向かい、その途中の9月3日には軽空母「モンテレー (USS Monterey, CVL-26) 」の艦載機などと共同でウェーク島へ艦砲射撃を行った。10月9日には南鳥島の通信施設と陸上施設を砲撃した。これらの攻撃は、ウィリアム・ハルゼー中将率いる第3艦隊が、アメリカ側の次の目標が小笠原諸島方面等であるかのように装って、日本側の注意を真の目的と違う方向に向けるために行われた。この間、ハルゼーの高速機動部隊は沖縄本島と台湾を空襲した後、フィリピンに進撃した。
「ペンサコーラ」は台湾沖航空戦で大破した大型軽巡「ヒューストン (USS Houston, CL-81) 」および重巡洋艦「キャンベラ (SS Canberra, CA-70) 」をウルシーまで護衛したあと、10月16日に空母「ワスプ (USS Wasp, CV-18) 」とともに高速機動部隊に加わった。翌日、第7艦隊に支援されてフィリピンの戦いが始まった。ペンサコーラはジョン・S・マケイン中将の第38.1任務群に加わってレイテ沖海戦を戦うことになった。10月20日のレイテ島への上陸を支援後、小沢治三郎中将率いる機動部隊と対決すべく北に急行し、小沢の機動部隊を打ちのめすと南に向かった。
「ペンサコーラ」は高速機動部隊の護衛から離れた後、11月11日夜から12日にかけて、硫黄島に対する艦砲射撃のため出撃し、14日にウルシーに帰投。11月20日早朝、重巡「チェスター (USS Chester, CA-27) 」「ソルトレイクシティ (USS Salt Lake City, CA-25) 」、駆逐艦4隻と共にウルシー環礁から出て、ムガイ水道を通過していた。5時23分、水道東口を哨戒中の掃海艇「ヴィジランス (USS Vigilance, AM-324) 」が潜望鏡と航跡を発見し、通報。これを受け、艦隊は水道を出るとともに之字運動を開始。その後、「チェスター」が550m先に、その右舷を航行していた駆逐艦「ケース (USS Case, DD-370) 」が艦隊に接近しようと南下する潜望鏡を発見。「チェスター」はこれを押し潰そうとスピードを上げた。「潜航艇が魚雷発射のために占位運動中」と判断した「ケース」は、潜望鏡が「チェスター」を向いたままなのを見て体当たりを決意。「チェスター」は衝突を避けるためスピードを落として進路を変えた。5時38分、「ペンサコーラ」は右舷2,000mの距離に潜望鏡を発見し、これを回避した。潜航艇は「ペンサコーラ」の前方を潜航通過して隊列の南側に浮上し、左に大きく旋回して「チェスター」の右正横に移動。「ケース」はここにきて面舵一杯、右舷後進一杯、左舷機前進一杯で急速転舵し、5時38分に浮上航走中の潜航艇の左側から中央部を艦首でへし折り、続いて旋回しながら爆雷を投下し、これを撃沈した。この潜航艇は潜水艦「伊36」から発進した人間魚雷回天である可能性が高い。その4分後、「ペンサコーラ」は僚艦とともに、潜水艦「伊47」から発進した回天による給油艦「ミシシネワ (USS Mississinewa, AO-59) 」の沈没を目の当たりにした。
「ペンサコーラ」は11月22日にサイパン島に入港。硫黄島に対する再度の砲撃の準備を行った一方で、5日後の11月27日には、イセリー飛行場に集結するB-29を破壊すべく襲撃してきた第一御盾隊の排除に協力した。12月6日にサイパン島を出撃し、12月8日に硫黄島に対して8インチ砲を500発発射した。12月24日と27日、1945年1月5日にも摺鉢山北方にある砲台を砲撃し、1月24日には父島と母島の防御施設にも砲撃を加えた。
1月27日、「ペンサコーラ」はウルシーで構成されたB. J. ロジャース少将率いる、戦艦と巡洋艦、駆逐艦で構成された任務部隊に加わった。任務部隊は戦艦6隻と巡洋艦4隻を中心とし、その周囲を駆逐艦が護衛していた。任務部隊は2月10日に出撃した後、テニアン島を経て硫黄島に向かった。
2月16日、「ペンサコーラ」は硫黄島の北西海域に位置し、同方面の守備隊に向けて発砲した。午後、「ペンサコーラ」の観測機を操縦していたダグラス・W・ガンディ中尉は、日本の戦闘機を撃墜した。翌日、「ペンサコーラ」は掃海艇の支援のため海岸にかなり接近して砲撃をしていた。その時、砲台からの反撃を受け、「ペンサコーラ」は避退行動に移ろうとした。しかし、続けさまに7発被弾し、観測機が炎上して砲撃のために並べてあった弾薬にも引火した。幹部3名と14名の乗組員が戦死し、幹部1名と114名の乗組員が負傷した。幸い、命中弾を与えた砲台の足場が崩れたため、命拾いをした。「ペンサコーラ」は応急修理のため一時下がり、修理完了後砲撃任務を続行した。
2月19日朝、「ペンサコーラ」は上陸部隊の支援砲撃を実施し、昼夜問わず砲撃を続けた。3月1日に駆逐艦「テリー (USS Terry, DD-513)」 が反撃により損傷すると、「ペンサコーラ」は「テリー」を守りつつ砲撃を加えた。一連の砲撃は3月3日まで続いた。「ペンサコーラ」は3月5日にウルシーに帰投し、日本に対する「最後の飛び石作戦」である沖縄戦に参加すべく3月20日に出撃した。
沖縄戦では、第5艦隊 (Fifth Fleet) 隷下の第54任務部隊（指揮官モートン・デヨ少将）第4群（指揮官マコーミック少将：戦艦「アイダホ」「ウェストバージニア」、重巡「ペンサコーラ」「ポートランド」、大型軽巡「ビロクシ」、駆逐艦「ポーターフィールド」「キャラハン」「カッシン・ヤング」「アーウィン」「プレストン」）を編成していた（沖縄戦、連合軍戦闘序列）。
3月25日、「ペンサコーラ」は上陸に備えて事前掃海を行う掃海艇隊の支援で日本側の防御施設を砲撃。3月27日、左舷艦尾方向に魚雷を発見した。2番目の魚雷はものすごいスピードで突進してきたが、「ペンサコーラ」は左に避けつつ40ミリ機関砲で魚雷を狙って撃った。最初の魚雷は右舷艦尾の20フィート未満のところを通過し、潜望鏡は「ペンサコーラ」と20ヤード離れたところに出現し通過していき、機銃員はこれに対して発砲した。
「ペンサコーラ」は4月1日の上陸作戦当日をはさみ、4月15日まで砲撃を行った。その後、グアムと真珠湾を経由して5月7日にメア・アイランド海軍造船所に到着し、オーバーホールに入った。この時のオーバーホールでは、神風対策で40ミリ機関砲の増設とレーダーの更新が行われ、これと同時に増設した機関砲とレーダー機器類と同等の重量物が除去されることとなった。一例として前部マストは短くなり、不必要な分のカタパルトや測距儀も撤去された。
オーバーホールが終わると、「ペンサコーラ」は8月3日にアラスカ州アダック島に向けて出航。終戦時は同地で停泊中であった。8月31日に第5巡洋艦隊と共に出航し、大湊に向かう。9月8日に大湊沖に停泊した。

### 戦後
「ペンサコーラ」は11月14日に大湊を出航し、硫黄島で200名の帰還兵を乗艦させた後、真珠湾を経由して12月3日にカリフォルニア州サンフランシスコに到着した。その5日後、グアムアプラ港に向けて出航、同地で約700名の帰還兵を乗せ、1946年1月9日にサンディエゴに到着した。

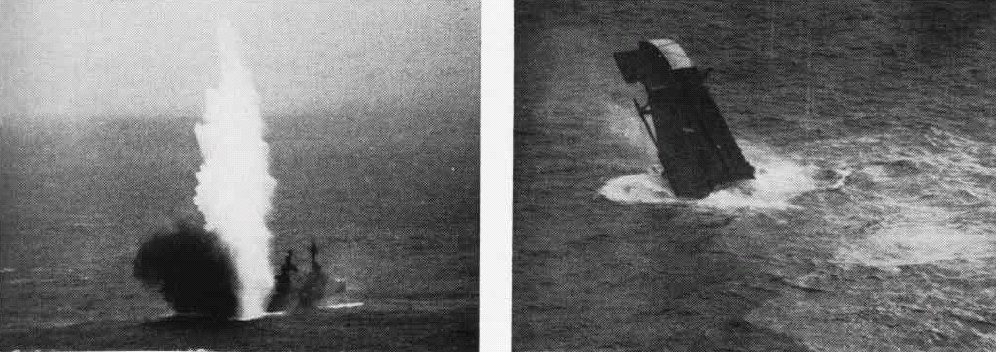
ペンサコーラの最後。1948年11月10日

4月29日、サンペドロを出航した「ペンサコーラ」は真珠湾で第1統合任務部隊に合流し、クロスロード作戦（ビキニ環礁での原爆実験）の準備に入る。標的艦としての任務のため5月20日に真珠湾を出航し、29日にビキニ環礁に到着した。7月1日のABLE実験（B-29からの投下による空中爆発実験）および7月25日のBAKER実験（上陸用舟艇から吊り下げられた水中爆発実験）と2度の核爆発を耐えた「ペンサコーラ」は、8月24日にクェゼリン環礁に曳航され26日に退役した。船体は放射線の影響および構造調査のため第1統合任務部隊に引き渡された。調査研究が完了すると、1948年（昭和23年）11月10日にワシントン州の沖合で海没処分された。
「ペンサコーラ」は第二次世界大戦の戦功で13個の従軍星章を受章した。

### 注
1. ↑  英文版や一部書籍では「18機のうち17機を撃墜」となっているが[12]、ここでは『戦史叢書』や阿部, 241ページなど日本側二次資料に記載の数字を挙げた。
2. ↑  その後、空母ヨークタウンと駆逐艦「ハムマン (USS Hammann, DD-412) 」は潜水艦「伊168」に撃沈された[35]。
3. ↑  第一航空戦隊（翔鶴、瑞鶴、瑞鳳）攻撃隊と、第二航空戦隊（隼鷹）攻撃隊。
4. ↑  駆逐艦「マスティン」と「アンダーソン」が「ホーネット」を自沈処分しようとしたが、完了前に追撃してきた前進部隊（指揮官近藤信竹第二艦隊司令長官）に鹵獲される。「ホーネット」は曳航不能だったので、駆逐艦「秋雲」と「巻雲」の魚雷によって処分された。
5. ↑  警戒隊（長波、高波）、第一輸送隊（親潮、黒潮、陽炎、巻波）、第二輸送隊（江風、涼風）。